# Xuân Kiên
Xuân Kiên là một xã cũ thuộc huyện Xuân Trường, tỉnh Nam Định, Việt Nam.
Xã Xuân Kiên có diện tích 3,66 km², dân số năm 1999 là 8141 người, mật độ dân số đạt 2224 người/km².